# Millotia macrocarpa
Millotia macrocarpa là một loài thực vật có hoa trong họ Cúc. Loài này được Schodde mô tả khoa học đầu tiên năm 1963.